# 春川春泉
春川 春泉（はるかわ しゅんせん、生没年不詳）とは、江戸時代の浮世絵師。

## 来歴
春川五七の門人で京都の人かといわれる。春川の画姓を称し春泉と号す。弘化の頃に読本などの挿絵を描いている。

## 作品
- 『風俗名婦伝』　※読本、弘化5年（1848年）刊行
- 『愛多図久誌』（めでたづくし）二巻2冊　※春川五七作、春泉挿絵
- 『絵本千丈嶽』上下二巻　※合巻、五七作、春泉挿絵